# Грб Бохемије
Грб Бохемије чини овенчани сребрни (Argent) лав (Lion) у ходу (Rampant) налево, тј. хералдичко десно (Dexter), на црвеном (Gules) штиту.